# Гвиберт Ножанский

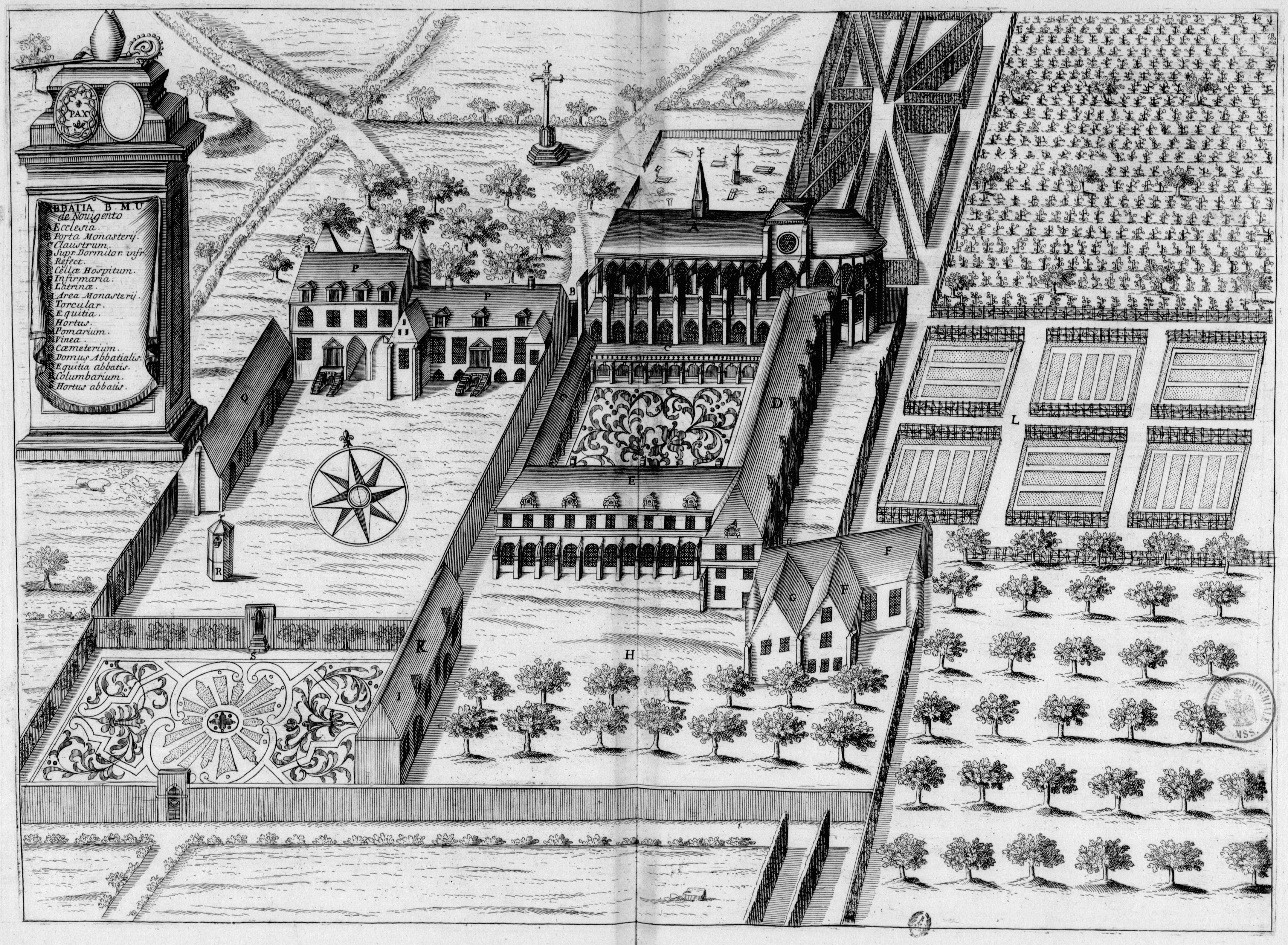
План аббатства Нотр-Дам де Ножан-су-Куси. Гравюра Мишеля Жермена (1645–1694)

Гвибе́рт Ножа́нский (фр. Guibert de Nogent, лат. Gilbertus Novigentinus; 15 апреля 1055, Клермон — 1124[…], Куси-ле-Шато-Офрик) — французский хронист и теолог, монах-бенедиктинец, историограф первого крестового похода. Автор первой западной автобиографии со времен «Исповедей» Августина.

## Биография
Родился в Катенуа близ Клермона в Пикардии (совр. округ Клермон, департамент Уаза) в рыцарской семье. Год рождения является спорным: чаще всего называют 1055 или 1060-й.
Рано лишившись своего отца Эврарда, в возрасте 12 лет отдан был благочестивой матерью в местное бенедиктинское аббатство Сен-Жерме-де-Фли, где получил богословское образование. Первым литературным увлечением его была античная поэзия, особенно Овидий и Вергилий. Некоторое время под влиянием этих поэтов он сочинял собственные стихи.
В 1070-х годах учился у Ансельма Кентерберийского в нормандском аббатстве Ле-Бек, по возвращении из которого комментировал Священное писание. В 1104 году стал настоятелем аббатства Св. Марии в Ножан-су-Куси (совр. департамент Эн), где занялся историческими изысканиями. 
Умер около 1125 года в своей обители, где и был похоронен. После упразднения аббатства в годы Французской революции (1791) могила его была утрачена.

## Сочинения
Оставил после себя богословские трактаты и комментарии, грамматические и поэтические сочинения. Наибольший интерес представляют два его крупных произведения: «Деяния Бога через франков» (лат. Gesta Dei per Francos) и «О своей жизни» (лат. De vita sua, sive monodiarum), в которых, невзирая на традиционное для его эпохи внимание к легендам и чудесам, он показал себя оригинальным писателем и, в определённой мере, новатором.

### «Деяния Бога через франков»
Историческая хроника «Деяния Бога через франков» написана была Гвибертом на латыни в семи книгах между 1108-м и 1110 годами, и посвящена епископу Суассона Лизьяру де Крепи. Основными источниками для неё послужили анонимные «Деяния франков и прочих иерусалимцев», составленные около 1101 года одним из спутников Боэмунда Тарентского, первая книга «Иерусалимской истории» Фульхерия Шартского (1106), а также устные сообщения других участников крестового похода. 
Всецело придерживаясь провиденциалистской концепции проведения «священной войны» согласно «воле свыше», переданной паломникам римским первосвященником, Гвиберт объясняет этим даже отсутствие среди предводителей похода европейских государей, которые, будучи неподсудными, способны «присвоить» себе божественные деяния. Вместе с тем, усматривая «перст божий» буквально в каждом поступке «крестовых воинов», он проявляет уже характерные для схоластического рационализма определённую разборчивость и критицизм, стараясь разделить видения и знамения «истинные» и «ложные», сочиняемые, по его мысли, исключительно из тщеславия и способные подорвать авторитет церкви. Будучи энциклопедически образованным, Гвиберт стремится по возможности проверять полученную информацию, а не имея её, предпочитает умолчания. Так, рассказывая о происхождении крестьянского вождя Петра Пустынника, он употребляет выражения «не знаю откуда» и «не знаю с каким намерением», описывая назначение папой Урбаном II апостольского викария для похода, специально оговаривает, что не знает имени последнего, а географические названия мест, не владея восточными языками, приводит в соответствии с римской традицией.
Не отличаясь, подобно своим современникам, веротерпимостью, Гвиберт красочно описывает унижения, которым подвергали мусульманские правители христианских паломников в Палестине, безапелляционно утверждая, что «тщетно было бы вопрошать себя, истинны или ложны» бытующие рассказы о Магомете, «поскольку мы смело можем дурно отзываться о человеке, пороки коего далеко превосходят всё, что бы ни было о нём сказано дурного». Определённым новаторством является последовательное проявление хронистом национального чувства. Полемизируя с «неким архидиаконом майнцским», возвеличивающим немецких крестоносцев, он всячески подчёркивает приоритет в походе французского рыцарства, первым откликнувшегося на папский призыв. Одним из первых в средневековой историографии Гвиберт уделяет немалое внимание социальным и экономическим предпосылкам «крестовых войн», красочно описывая годы предшествовавших им голода и неурожаев.
«Деяния Бога через франков» сохранились в пяти пергаментных рукописях, самая поздняя из которых была переписана сразу после 1200 года.

### Автобиография
Автобиографическое сочинение «О своей жизни» (лат. De vita sua, sive monodiarum) в трёх книгах написано Гвибертом в 1116—1124 годах, и, помимо личных воспоминаний, содержит массу историко-бытовых и этнографических сведений местного характера, включающих детали монастырской жизни, семейного уклада и феодальных распрей, а также предоставляет немало информации исследователям средневекового менталитета. Связующим звеном между всеми тремя книгами является память самого автора, ориентированная на исповедь. 
Первая книга в традиционно нравоучительной форме описывает юные годы Гвиберта до посвящения его в монашеский сан, с упором не столько на факты, сколько на покаяние в многочисленных прегрешениях. В рассуждениях автора о «внутреннем человеке» в себе (лат. interior homo), которого он мучительно противопоставляет собственной греховной персоне, некоторые исследователи без особых на то оснований усматривают скрытые проявления психических отклонений, гомосексуальных наклонностей и даже «эдипова комплекса». Возражая им, отечественный историк-медиевист А. Я. Гуревич справедливо усматривает в подобных переживаниях видений и страхов традиционный для образованных современников Гвиберта метод самоидентификации.
Не называя ни времени, ни места своего рождения, ни даже имени отца, Гвиберт описывает особые обстоятельства своего появления на свет, предопределившие его дальнейшую судьбу. Ещё до рождения посвящённый Богу своей матерью, долгое время остававшейся бесплодной, он сызмальства отдан был в учение вместо рыцарских забав. В отрочестве, терпя побои со стороны домашнего наставника, он ещё колеблется в своём выборе, получив от матери обещание предоставить ему, «когда он достигнет должного возраста, снаряжение и доспехи рыцаря». Но юношей окончательно увлекается науками и сочинительством «в подражание Овидию», по его собственному признанию, не из благочестивых побуждений, а, главным образом, из тщеславия. Успехи его в науках и литературных трудах неизбежно вызывают зависть других монахов, нападки которых он сравнивает с происками демонов. 
Фактически завершив изложение обстоятельств своей жизни сообщением о поставлении между 40 и 50 годами во главе аббатства Нотр-Дам де Ножан-су-Куси, Гвиберт плавно переходит во второй книге к рассказу о самом монастыре. Личность его как бы «растворяется» в истории обители. Подробно описывая её возникновение, местоположение, перечисляя имена дарителей и захороненных в её древних усыпальницах, он сообщает о своём исследовании последних, определяя многие из них как «языческие» на основании найденных в них предметов быта. Пересказывая множество чудесных историй о постоянно смущавшей благочестие иноков нечистой силе, он явно скупится на положительные характеристики персонажей, возвеличивая «доброе старое время» и постоянно сетуя на падение нравов современников и происки врагов, в числе которых не забывает назвать иудеев.  
Приведённое Гвибертом в третьей книге описание города Лана, по сути, является первым в европейской литературе. Рассказывая о борьбе ланских горожан за коммунальные свободы и восстании 1112 года, стоившем жизни местному епископу Годри, он называет причиной возмущения дурное управление со стороны последнего, но с явным неудовольствием упоминает «новое и ненавистное имя коммуны» (лат. communio autem novum ac pessimum nomen), благодаря которой «сервы освобождены от всякой барщины, заменённой простым годичным оброком… и присуждаются за нарушение законов только к установленному денежному штрафу».
Наблюдательный очевидец и мастер пересказа свидетельств современников, Гвиберт красочно характеризует участников описываемых событий, но исключительно в негативных тонах. Нечистые на руку прелаты, невежественные клирики и горожане, бунтовщики и грабители крестьяне, «нечестивые» еретики, «коварные» евреи — все они представляют под его пером красочную вереницу земных воплощений «смертных грехов», в чём-то предвосхитившую «человеческие комедии» Рабле, Бальзака и Мопассана. Исключение представляет собой, пожалуй, лишь основатель ордена картезианцев Бруно Кёльнский.
Следует указать, что современность не располагает ни одним средневековым образцом данной автобиографии, а дошедшая же до нас версия текста наличествовала лишь в виде транскрипций XVII века.

### Другие труды
Из остальных трудов Гвиберта заслуживают внимание руководство для проповедников «Liber quo ordine sermo fieri debeat» (1084), предваряющее комментарии к Книге Бытия, в основу которых положены «Моралии» папы Григория Великого, полемическое сочинение «О Боговоплощении против иудеев» (лат. De incarnatione contra Iudeos), содержащее острую критику иудаизма с помощью произвольно подобранных библейских цитат, а также сохранившийся в единственной рукописи трактат «О мощах святых» (лат. De Pignoribus Sanctorum), в котором он, наряду с описанием подлинных реликвий, критически описывает факты фальсификации некоторых из них недобросовестным духовенством. Отдельные исследователи усматривали в подобном исследовании Гвиберта «рационалистическое» начало, называя его чуть ли не «предшественником» современного источниковедения, что встретило обоснованные возражения со стороны А. Я. Гуревича, справедливо отметившего, что скептицизм Гвиберта строго избирателен и, по сути, направлен не против культа реликвий как такового, сколько против злоупотребления ими, и в его автобиографии чудеса, которые его устраивают, пересказываются им безо всякой критики.

### Издания
«Деяния бога через франков» Гвиберта Ножанского впервые были напечатаны в 1611 году в Ганау (Гессен) издателем-кальвинистом Ж. Обри. Остальные его труды были опубликованы в 1651 году в Париже учёным монахом-бенедиктинцем из Конгрегации Св. Мавра Люком д’Ашери, и впоследствии переиздавались неоднократно. Лучшей оригинальной публикацией хроники является выпущенное в 1879 году в Париже в четвёртом томе «Сборника историков крестовых походов», издававшегося Академией надписей и изящной словесности.

## Публикации
- Гвиберт Ножанский. Три книги своей жизни // Стасюлевич М. История средних веков в её писателях и исследованиях новейших учёных. — Т. 3. — Ч. 1. — СПб., 1906.
- Памятники средневековой латинской литературы X—XII веков. — М.: Наука, 1972.

- Historia quae dicitur Gesta Dei per Francos, edita a venerabili Domno Guiberto, abbate monasterii Sanctae Mariae Novigenti // Recueil des historiens des croisades. I: Historiens occidentaux. — Tome IV. — Paris: Imprimerie nationale, 1879. — pp. 113–264.
- Guibert de Nogent. Dei Gesta per Francos et cinq autres textes. Édition critique par R. B. C. Huygens. — Turnhout: Brepols, 1996. — 441 p. — (Corpus christianorum. Continuatio medievalis, 127A).
- Guitbertus Abbas Sanctae Mariae Novigenti. Dei gesta per Francos curante Centre "Traditio litterarum occidentalium". — Turnhout: Brepols, 2002. — viii, 166 p. — (Corpus christianorum. Instrumenta lexicologica latina. Series A, Formae, 97).
- Guibert de Nogent. Autobiographie, introduction, édition et traduction par Edmond-René Labande. — Paris: Les Belles Lettres, 1981. — xxvii, 496 p. — (Les classiques de l'histoire de France au Moyen Âge, 34).
- Self and Society in Medieval France: The Memoirs of Abbot Guibert of Nogent. Edited with an Introduction by John F. Benton, translated by C. C. Swinton Bland as Revised by John F. Benton. — Toronto; New York: Harper and Row, 1970. — 260 p. — (Harper Torchbooks, 1471).